# Karl Veders
Karl Veders (engl. Carl Weathers; Nju Orleans, 14. januar 1948 — Los Anđeles, 1. februar 2024) bio je američki glumac. 
Poznat je po ulozi Apolo Krida u filmu Roki, a takođe je glumio u drugom, trećem i četvrtom delu. Takođe je bio i fudbaler, ali nije postigao zapaženije rezultate.

## Spoljašnje veze
- Karl Veders на веб-сајту  (језик: енглески)